# DeAngelo Willingham
Pour les articles homonymes, voir Willingham.
(en) Statistiques sur pro-football-reference
(en) Statistiques sur statscrew
DeAngelo Lamond Willingham (né le 15 janvier 1987 à Calhoun) est un joueur américain de football américain.

## Enfance
Willingham étudie à la Calhoun County High School de St. Matthews où durant trois saisons, il joue comme defensive back, wide receiver et kick returner dans l'équipe de football américain de l'école. Il joue aussi dans l'équipe de basket-ball et l'équipe d'athlétisme où il sera un finaliste régional de la finale du 4 fois 100 mètres.

## Carrière

### Université
Il est recruté par le College of the Desert, basé à Palm Desert, en Californie. Il va être durant deux saisons, cornerback titulaire. En deux saisons dans cette école, il fait huit interceptions alors qu'il n'est qu'au début de son cursus universitaire.
Repéré par l'université du Tennessee, il rejoint les rangs des Volunteers où il joue huit matchs comme titulaire en 2007 et fait trente-huit tacles. Pour sa dernière année, il est titulaire à dix reprises et fait trois interceptions.

### Professionnel
DeAngelo Willingham n'est sélectionné par aucune équipe lors du draft de la NFL de 2009. Peu de temps après, il signe comme agent libre non drafté avec les Buccaneers de Tampa Bay avec qui il dispute le camp d'entraînement et la pré-saison. Néanmoins, il n'est pas conservé et libéré le 29 août. Le lendemain, il signe avec les Cowboys de Dallas mais il n'est pas retenu dans l'effectif final pour l'ouverture de la saison 2009 et libéré six jours plus tard.
Le 6 septembre 2009, il intègre l'équipe d'entraînement des Patriots de la Nouvelle-Angleterre avant d'être remercié le 21 septembre.
Le 3 novembre 2009, l'équipe d'entraînement des Seahawks de Seattle annonce la venue de Willingham avec qui il reste jusqu'à la fin de saison. Le 6 janvier 2010, il signe un nouveau contrat avec les Seahawks mais il est libéré le 28 avril. Le lendemain, il signe avec les Bengals de Cincinnati mais là non plus il ne convainc pas et quitte l'équipe le 18 juin. Le 9 août 2010, il revient chez les Patriots de la Nouvelle-Angleterre mais il n'est pas gardé dans l'effectif de cinquante-trois hommes pour l'ouverture de la saison 2010. Il passe cette saison sans équipe.
En 2011, Willingham apparaît dans l'équipe des Destroyers de la Virginie, évoluant en United Football League et remporte le championnat UFL.

## Palmarès
- All-American lycéen 2004 selon PrepStar
- Championnat UFL 2011